# Georg Kötschau
Georg Kötschau (* 4. Oktober 1889 in Magdeburg; † 24. Juli 1976 in Jena) war ein deutscher Maler und Grafiker.

## Leben und Werk
Kötschau war der uneheliche Sohn einer Schneiderin, die mit ihm 1890 nach Jena zog. Seine Vorfahren waren wohl alteingesessene Freibauern in Hammerstedt und Kötschau. Kötschau besuchte die Volksschule und erlernte von 1904 bis 1908 bei Adolf Giltsch den Beruf des Lithografen. Für dessen Freund Ernst Heckel malte er Wandtafeln für Vorträge. Daneben besuchte er die Zeichenschule von Erich Kuithan. 1912 ging Kötschau zu Henry van de Velde in die Ornamentklasse an der Großherzoglich-Sächsischen Kunstgewerbeschule Weimar. Von 1913 bis zum Kriegsausbruch 1914 lernte er in Tirol, ab 1914 in Südtirol, bei Albin Egger-Lienz Aktzeichnen und das Zeichnen von Köpfen. Seinen Unterhalt verdiente er sich als Lithograf. Er blieb mit Egger-Lienz lebenslang in Verbindung. Wegen der körperlichen Folgen einer Kinderlähmung und mehrerer Unfälle musste er nicht am Krieg teilnehmen. Er arbeitete in dieser Zeit in Jena bei Carl Zeiss als technischer Zeichner. Daneben betätigte er sich mit zunehmendem Erfolg als Maler, vor allem als Porträtist, wobei er u. a. von Eugen Diederichs, Otto Schott und Heinrich Weinel unterstützt wurde. Er blieb aber lebenslang Autodidakt.
Kötschau engagierte sich eine Zeitlang charitativ-sozial bei den Guttemplern. Seit 1910 gehörte er zur Wandervogelbewegung. Er war Schriftleiter des Thüringer Gaublatts „Springinsfeld“ und während des Ersten Weltkriegs von 1916 bis 1919 Gauleiter von Thüringen, Herausgeber der Bundeszeitung „Wandervogel. Monatsschrift für deutsches Jugendwandern“ und 1917 mit Heinrich Emil Schomburg des „Wandervogelbuches“. Zudem war er volkskünstlerisch tätig. Ab 1919 beteiligte er sich am Jenaer Volkskunstkreis, 1924 wurde er Mitglied der Thüringer Musikantengilde. Für deren Programmzettel entwarf er u. a. Vignetten u. ä., und er war an der Herausgabe der „Jenaer Liederblätter“ beteiligt. Kötschau leitete künstlerische Arbeitsgemeinschaften an der Volkshochschule Jena und organisierte in den Dörfern Musikveranstaltungen. Während des Ersten Weltkrieges veröffentlichte er eine Rezension zu Walther Rathenaus Buch „Von kommenden Dingen“, die von den vorherrschenden antisemitischen Tendenzen abwich. 1921 entwarf Kötschau Notgeldscheine für die Städte Pösneck und Roda. Er war Mitglied des Reichsverbands bildender Künstler Deutschlands.
1953 war er auf der Dritten Deutschen Kunstausstellung in Dresden vertreten.
Er war verheiratet mit Erna, geb. Bohne (1916–1972). Sie hatten drei Söhne, die technische Kaufleute wurden.

## Ehrungen
- Gedenktafel am Haus Burgauer Weg 17 in Jena

## Museen und öffentliche Sammlungen mit Werken Kötschaus
- Jena: Städtische Museen Jena
- Köln: Kölnisches Stadtmuseum

## Werke (Auswahl)

### Malerei und Grafik
- Hände Ernst Haeckels (1919, Lithografie; u. a. im Bestand der Städtischen Museen Jena)[5]
- Porträt Hermann Pistor (Öl)[6]
- Mutter mit Kindern (um 1931, Öl)[7]
- Porträt des Gynäkologen Dr. Erich Bergmann (1947, Öl)[8]
- Herrenporträt (1935, Öl)[9]
- Der Helfer im Stall (Mischtechnik, 60 × 50 cm; auf der Dritten Deutschen Kunstausstellung)
- Selbstbildnis (1951, Mischtechnik)[10][11]
- Bäuerin mit Pferd (1951, Mischtechnik)[12][11]
- Porträt eines alten Mannes (vor 1953, Mischtechnik)[13][11]
- Schortetal bei Ilmenau (1960, Öl, ca. 60 × 90 cm)

### Buchillustrationen (Auswahl)
- Biblische Erzählungen. Heimatglockenverlag Schmiedehausen, 1920

- Dornröschen, Spielmannverlag, Leipzig

- Rotkäppchen, Spielmannverlag, Leipzig

## Schriftliche Publikationen Kötschaus
- Wandervogel und Faschismus. In: Aufbau, Berlin, 10/1947, S. 297/298 (mit Gerhard Sieper)

## Einzelausstellungen (mutmaßlich unvollständig)
- 1925 Jena, Kunstverein Jena im Prinzessinnenschlösschen (mit Johannes Auerbach und August Macke)
- 1954 Jena, Stadtmuseum (Jubiläumsausstellung)